# 华尔街一号
华尔街一号（英語：One Wall Street），前称欧文信托公司大厦、纽约银行大厦（1988年后）、纽约梅隆银行大厦（2007年），是一座位于纽约市曼哈顿银行总部建筑。位于纽约市金融区，华尔街和百老汇路口。2015年前曾是纽约梅隆银行的全球总部所在地。